# Aluze
Aluze é uma comuna francesa na região administrativa de Borgonha-Franco-Condado, no departamento Saône-et-Loire. Estende-se por uma área de 6,03 km². Em 2010 a comuna tinha 261 habitantes (densidade: 43,3 hab./km²).